# Carlos Ottolenghi
El Dr. Carlos Ottolenghi (1904-1984) fue un destacado ortopedista argentino. Profesor Titular de la materia en la Facultad de Medicina de la Universidad de Buenos Aires y Jefe del Servicio del Hospital Italiano. Fundador de la Asociación Argentina de Ortopedia y Traumatología (AAOyT). 
Presidente de la Asociación Médica Argentina (AMA) en el período 1956-1958. Fue presidente del Comité de Educación Médica de la AMA (1958), que tuvo un criterio federal, con representantes de Buenos Aires, La Plata, Rosario, Córdoba, Mendoza y Tucumán, cuya función fue mejorar la enseñanza médica en todo el país. Entre sus integrantes se destaca Bernardo Houssay.